# 阿波史跡公園
阿波史跡公園（あわしせきこうえん）は徳島県徳島市国府町西矢野にある都市公園（歴史公園）である。

## 概要
1993年（平成5年）3月に徳島市制100周年記念で造られた公園で、国府町の活性化と文化的な都市づくりを目的に設置された。
「阿波史跡公園整備事業」で、平成7年（1995年）度手づくり郷土賞（歴史・文化部門）受賞。	

## 公園内の施設
- 歴史文化ゾーン

徳島の歴史や文化を体験することができ、徳島市立考古資料館には考古資料が展示されている。
- 古代生活ゾーン

竪穴建物や高床倉庫が復元されており、自由に体験することができる。
- 歴史の森ゾーン

公園内にある八倉比売神社や矢野古墳、宮谷古墳といった様々な古墳（気延山古墳群）に触れることができる。
- 自然体験ゾーン

公園のある気延山の自然を満喫することができ、展望台などが設けられている。

## 文化財
- 矢野の古墳（徳島県指定史跡[3]）
- 矢野遺跡 - 出土品「突線袈裟襷文銅鐸」（国の重要文化財）は徳島県立埋蔵文化財総合センター（板野郡板野町）保管。

## 周辺
- 阿波国分寺（国の名勝、徳島県指定史跡） - 徳島市国府町矢野
- 矢野城（矢野国村の居城） - 徳島市国府町矢野